# Saint-Maurice-de-l'Île-Bouchard
Saint-Maurice-de-l'Île-Bouchard est une ancienne commune française d'Indre-et-Loire. En 1832, elle fusionne avec la commune de Saint-Gilles-de-l'Île-Bouchard pour former la nouvelle commune de L'Île-Bouchard.

## Démographie
| 1793 | 1800 | 1806 | 1821 | 1831 |
| ---- | ---- | ---- | ---- | ---- |
| 439  | 853  | 754  | 799  | 861  |

## Culture locale et patrimoine
- Église Saint-Maurice de L'Île-Bouchard, classée au titre des monuments historiques en 1908
- Prieuré Saint-Léonard, classé au titre des monuments historiques en 1958[2]
- Couvent des Cordeliers, vestiges d'un couvent des XIIe et XVIIe siècles inscrits comme monument historique en 1929 et 1946[3].